# Heavy Is the Crown (canción de Linkin Park)
«Heavy Is the Crown» es una canción de la banda estadounidense de rock Linkin Park. Fue grabada para su octavo álbum de estudio From Zero y publicada como el segundo sencillo el 24 de septiembre de 2024. Es el tema oficial del Campeonato Mundial de League of Legends 2024.

## Lista de canciones
| N.º | Título               | Duración |  |
| 1.  | «Heavy Is the Crown» | 2:47     |  |

## Créditos y personal
Linkin Park: 
- Emily Armstrong: voz.
- Colin Brittain: batería.
- Brad Delson: guitarra, piano.
- Dave Farrell: bajo.
- Joe Hahn: DJ, coros.
- Mike Shinoda: voz, teclados, guitarra rítmica.